# Lina Bögli
Lina Bögli (ur. 15 kwietnia 1858 w Oschwand, Kanton Berno, Szwajcaria, 
zm. 22 grudnia 1941 w Herzogenbuchsee, Kanton Berno) – szwajcarska nauczycielka, podróżniczka i pisarka.

## Życiorys
Urodziła się w ubogiej chłopskiej rodzinie w małej wiosce w Szwajcarii. W wieku dwunastu lat, po śmierci matki została wysłana do Jury, by opiekować się dziećmi, a przy okazji uczyć się francuskiego. W wieku 17 lat została pokojówką i guwernantką w szwajcarskiej rodzinie w Neapolu. Potem trafiła do Polski, gdzie przez 8 lat była guwernantką w dworze Sczanieckich w Kwiatonowicach. Tam równolegle kontynuowała edukację. Zaoszczędzone pieniądze pozwoliły jej ukończyć 2-letnią szkołę nauczycielską w Szwajcarii. 
W latach 1892–1902 odbyła podróż dookoła świata. Podróż rozpoczęła się rejsem z Brindisi do Sydney. W Australii przebywała przez cztery i pół roku, pracując jako nauczycielka w szkołach prywatnych i zbierając pieniądze na dalszą drogę. Pod koniec 1896 r. popłynęła na Nową Zelandię, a dalej na Samoa i Hawaje, gdzie pozostała przez rok. Następnie przybyła do Stanów Zjednoczonych, najpierw do San Francisco, gdzie została na cztery lata, potem, przez Wschodnie Wybrzeże i Kanadę, wróciła do Europy. 12 lipca 1902 r., dokładnie dziesięć lat od dnia wyjazdu, przyjechała do Krakowa. 
Zapiski, prowadzone w formie listów do fikcyjnej przyjaciółki, opisała w książce Vorwärts! (Naprzód!), wydanej najpierw w Anglii w 1904, a dwa lata później w Niemczech. Polskie wydanie, pod tytułem Avanti. Listy z podróży naokoło świata ukazało się we Lwowie w 1908 r. (tłum. Maria Świderska). Książka przeczy stereotypom na temat miejsca kobiety w wiktoriańskim świecie, Lina Bögli podróżowała bowiem samotnie i bez specjalnych środków finansowych, poruszała się zaś publicznymi środkami lokomocji.
Po sukcesie książki, w 1910 r., Lina Bögli wyruszyła w drugą podróż, tym razem na Daleki Wschód. Podróżując koleją transsyberyjską, dotarła do Japonii, gdzie przebywała 2 lata i Chin - 1 rok. Po powrocie wydała ciąg dalszy dziennika, pod tytułem Immer vorwärts (Zawsze naprzód 1915 r.), ale książka nie odniosła takiego sukcesu jak poprzednia.
W 1914 r., mając 56 lat, z czego większość spędzoną na obczyźnie, Lina zdecydowała się wrócić do Szwajcarii. Zgromadzone środki pozwoliły jej na proste, ale niezależne życie. Zamieszkała w Herzogenbuchsee, w zajeździe "Kreuz", gdzie dożyła swych dni.
Motorem podróży Liny była nieszczęśliwa miłość do polskiego oficera armii austro-węgierskiej, Juliusza Bijaka. Z powodów proceduralnych (oficer aby wziąć ślub z cudzoziemką musiałby wpłacić bardzo wysoką kaucję, albo zrezygnować ze służby) para nie mogła się pobrać.

## Lina Bögli w kulturze
Szwajcarski kurator Beat Gugger wokół kufra podróżnego Liny Bögli osnuł wystawę Arbeit, Rausch & Wunder: eine Entdeckungsreise entlang der Heimlichkeiten (Praca, oszołomienie, oczarowanie: odkrywcza podróż zwyczajnych rzeczy Kunsthaus Langenthal, 1995).
Szwajcarska pisarka Judith Arlt na motywach biografii Liny Boegli napisała powieść Zu Fuß auf den Haleakala (2005).
Szwajcarski reżyser teatralny Christoph Marthaler inspirowany życiem Liny Bögli napisał sztukę Lina Böglis Reise (Podróż Liny Boegli, prapremiera w 1996 r.), a także słuchowisko radiowe o tym samym tytule.